# Батайск-2007
«Бата́йск-2007» — российский футбольный клуб из города Батайск Ростовской области. 29 июля 2010 года снялся с первенства второго дивизиона зона «Юг». С сезона 2014 выступает в чемпионате Ростовской области.

## История
ФК «Батайск-2007» основан в 1998 году. До 2007 года носил название ФК «Батайск».
Участник первенства Ростовской области (1998—2005), первенства России 2006 (ЛФЛ), 2007—2010 (Второй дивизион).
Чемпион России среди любительских команд (2006 год). В финальном поединке «Батайск» обыграл саратовский «Сокол» со счётом 2:1. За победу в турнире футболисты «Батайска» получили звание мастеров спорта. В 2007 году клуб получил профессиональный статус. В связи с этим клуб изменил название на «Батайск-2007». С 2007 года клуб выступает во Втором дивизионе (зона «Юг»), где в сезоне-2007 занял третье место, а в сезоне-2008, не потерпев ни одного домашнего поражения, стал вторым.
29 июля 2010 года из-за финансовых трудностей снялся с первенства второго дивизиона зоны «Юг». К тому моменту «Батайск-2007» занимал 15 место (из 17 команд), имея в активе 15 очков после 16 игр (+4-9=3, 19-23).

## Цвета клуба
| Белый | Зелёный |

## Достижения
- Чемпион Ростовской области (2001, 2003, 2005), серебряный призёр чемпионата Ростовской области (2002, 2004).
- Обладатель Кубка газеты «Молот» (2001, 2002, 2003, 2005).
- Обладатель Кубка Победы Ростовской области (2003, 2004, 2005).
- Обладатель Кубка федерации футбола Ростовской области (2003).
- Обладатель Кубка памяти П. Щербатенко (2005, 2007, 2009), финалист (2003, 2008).
- Обладатель Кубка памяти В. Гетманова (2005), финалист (2004, 2006).
- Второй призёр Кубка Федерации «ЮФО» среди чемпионов краев, областей, республик юга России (2003).
- Победитель зонального турнира первенства России среди ЛФК (2006).
- Чемпион России среди ЛФК (2006).
- Серебряный призёр зонального турнира «Юг» второго дивизиона (2008).
- Бронзовый призёр зонального турнира «Юг» второго дивизиона (2007).

## Рекордсмены клуба
Наибольшее количество матчей за клуб (2 дивизион):
- Дмитрий Мезинов — 90
- Иван Гринюк — 81

Наибольшее количество голов за клуб (2 дивизион):
- Дмитрий Мезинов — 40
- Иван Гринюк — 36

## Статистика выступлений

### В чемпионатах России
| Сезон | Лига                       | Место | Примечания                                        |
| ----- | -------------------------- | ----- | ------------------------------------------------- |
| 2006  | ЛФЛ России, Юг             | 1     | Выход во Второй дивизион                          |
| 2007  | Второй дивизион, зона «Юг» | 3     |                                                   |
| 2008  | Второй дивизион, зона «Юг» | 2     |                                                   |
| 2009  | Второй дивизион, зона «Юг» | 8     |                                                   |
| 2010  | Второй дивизион, зона «Юг» | 17    | Снялся с соревнований. Проблемы с финансированием |

### В кубках России
| Сезон   | Стадия |
| ------- | ------ |
| 2007/08 | 1/64   |
| 2008/09 | 1/128  |
| 2009/10 | 1/64   |
| 2010/11 | 1/128  |

## Тренеры
- Воробьёв, Александр Викторович (<2003>)
- Спандерашвили, Бадри Гивиевич (2007—2008)
- Воробьёв, Александр Викторович (2009—2010)
- Романенко Игорь Александрович (2012—н. в.)